# 3355 Onizuka
3355 Onizuka este un asteroid din centura principală, descoperit pe 8 februarie 1984, de Edward Bowell.